# Kevin Goldthwaite
Kevin Patrick „Goldie“ Goldthwaite (* 9. Dezember 1982 in Sacramento, Kalifornien) ist ein US-amerikanischer Fußballspieler auf der Position eines Abwehrspielers. Zurzeit spielt er für die Portland Timbers in der höchsten Spielklasse im nordamerikanischen Fußball, der Major League Soccer (MLS).

## Karriere

### Jugend und Amateurfußball
Goldthwaite begann seine aktive Karriere als Fußballspieler im Jahre 2001 an der University of Notre Dame in Indiana. Er war im All-Big East Second Team des Jahres 2003 sowie im All-Big East First Team des Jahres 2004. Weiters war Goldie Semifinalist im Bewerb um den Erhalt der Hermann Trophy. In seinem Abschlussjahr an der Universität kam er in einem Spiel des Amateurfußballklubs Indiana Invaders in der USL Premier Development League zum Einsatz.

### Vereinskarriere
Seine Profikarriere startete im Jahre 2005, als er beim MLS SuperDraft als 17. Pick zu den San José Earthquakes in die Major League Soccer gedraftet wurde. Nach dem Draft wurde Goldie zu den Portland Timbers in die USL First Division verliehen, wo er zu insgesamt zehn Einsätzen in der laufenden Saison kam. Außerdem lief er in acht Reserve-Spielen für die Earthquakes auf den Platz und hatte zwei Auftritte im Lamar Hunt U.S. Open Cup. Nach nur zehn Meisterschaftseinsätzen und dem Ausscheiden der Portland Timbers in den Playoffs kehrte Goldthwaite zurück zu den San José Earthquakes, wo er in drei regulären Spielen zum Einsatz kam.
Zusammen mit einigen seiner Teamkollegen wechselte er im Jahre 2006 zu Houston Dynamo, wo er von 2006 bis 2007 zu einigen Einsätzen kam. Bis zum Ende der Saison 2007 schaffte er es auf insgesamt 21 absolvierte Partien. Sein bisher größter Erfolg war der Erhalt der Philip F. Anschutz-Trophy nach dem Sieg im MLS Cup 2006.
Beim MLS SuperDraft 2008 wurde Goldthwaite im Tausch für Richard Mulrooney zum Toronto FC gedraftet. Für die Kanadier kam er zu neun Pflichtspieleinsätzen und erzielte beim 3:1-Sieg über Chicago Fire, der erste Sieg des Teams in der erst kurzen Klubgeschichte, das erste Tor in seiner bisherigen Karriere. Am 25. Juni 2007 wechselte Goldie im Tausch für Todd Dunivant zu den New York Red Bulls. Nach nur neun Spielen verletzte sich Goldthwaite am linken Knie und schied so bis zum Ende der Saison verletzungsbedingt aus. In der Saison 2008 führte er mit 2.438 absolvierten Spielminuten eines Feldspielers die Teamstatistik an und wurde teamintern zum Defender of the Year gekürt. 2008 war auch die Saison in der zu den Führungsspielern der Red Bulls gehörte. Er erreichte mit der Mannschaft das Finale um den MLS Cup. Während der Saison 2009 war er wieder verletzt und kam auf nur 19 Spieleinsätze.
Er erholte sich auch 2010 nicht von seinen Verletzungen und wurde am 6. August 2010 von den New York Red Bulls freigestellt, um Platz im Kader zu schaffen. So konnten die New Yorker den Mexikaner Rafael Márquez verpflichten. Am 25. August 2010 wechselte er zu den Portland Timbers in die USSF Division-2 Professional League. Nachdem die Timbers den Spielbetrieb zum Ende der Saison 2010 eingestellt hatten, wurde er in das neugegründete MLS-Franchise übernommen.

## Erfolge
- All-Big East First Team: 2004
- Sieger des MLS Cups mit Houston Dynamo: 2006
- Sieger der Western Conference mit den New York Red Bulls: 2008